# 翼簡皇后
翼簡皇后拿懶氏（11世紀—1085年），金世祖完顏劾里鉢妻。
拿懶氏事跡不詳，只她生五子：金康宗完顏烏雅束（1061年）、金太祖完顏阿骨打（1068年）、魏王完顏斡帶、金太宗完顏吳乞買（1075年）及遼王完顏斜也。
大安元年乙丑（1085年）或九年癸酉（1093年），拿懶氏去世。而在天會十五年（1137年），金熙宗追上諡號為翼簡皇后。

## 延伸阅读
[在维基数据编辑]
 《金史·卷63》，出自脱脱《遼史》